# منشأة دعبس
قرية منشأة دعبس هي إحدى القرى التابعة لمركز أبو قرقاص بمحافظة المنيا في جمهورية مصر العربية. حسب إحصاءات سنة 2006، بلغ إجمالي السكان في منشأة دعبس 6220 نسمة، منهم 3119 رجلا و3101 امرأة.